# Milton–Freewater
Milton–Freewater az Amerikai Egyesült Államok Oregon államának Umatilla megyéjében elhelyezkedő város, a Pendleton–Hermiston mikrostatisztikai körzet része, ami 1951-ben jött létre Milton és Freewater egyesülésével. A 2020. évi népszámláláskor 7151 lakosa volt.
Borvidékét 2015 februárjában alapították.

## Története
1868-tól lakott. Milton 1873-ban kapott városi rangot; a név egy jövőbeli malom (mill) reményében vagy John Milton angol költő vezetéknevéből ered. Freewater nevét az ingyenes vízszolgáltatásról kapta, amivel új lakosokat akartak a településre csábítani. Javasolták még a New Walla Walla és Wallaette neveket is.
1936-ban egy 6,1-es erősségű földrengés és utórengései jelentős károkat okoztak, és kihatottak a talajvízszintre is.
Az 1960-as években a világ borsófővárosának nevezte magát. A városban több konzervgyár is működött, májusban pedig borsófesztivált tartottak. Az 1970-es évek árváltozásai miatt egyre kevesebben termesztették, emiatt a gyárak mind bezártak, és a fesztivál is megszűnt. Augusztusban kukoricasütő eseményt tartottak, amit először a teljes hétvégére, majd 1981-től Muddy Frogwater Festival néven háromnaposra hosszabbítottak, amit augusztus harmadik hétvégéjén rendeznek meg. Az eseményen ugróverseny, koncertek és könyvvásár is van, vasárnap reggel pedig felekezetfüggetlen istentiszteletet tartanak. 2016-ban a turizmust a borászat irányába terelték át, emiatt a rendezvény neve Milton Freewater Rocks! lett. A város több mint ötven békaszobor elkészítését finanszírozta, amiket a változtatást követően eltávolítottak.

## Éghajlat
A város éghajlata mediterrán (a Köppen-skála szerint Csa).
| Hónap                                            | Jan.  | Feb.  | Már.  | Ápr. | Máj. | Jún. | Júl. | Aug. | Szep. | Okt.  | Nov.  | Dec.  | Év    |
| ------------------------------------------------ | ----- | ----- | ----- | ---- | ---- | ---- | ---- | ---- | ----- | ----- | ----- | ----- | ----- |
| Rekord max. hőmérséklet (°C)                     | 21,0  | 26,0  | 27,0  | 32,0 | 37,0 | 46,0 | 43,0 | 44,0 | 39,0  | 33,0  | 28,0  | 22,0  | 46,0  |
| Átlagos max. hőmérséklet (°C)                    | 6,8   | 9,2   | 14,2  | 18,2 | 23,1 | 26,9 | 32,4 | 31,8 | 26,4  | 18,8  | 10,9  | 6,4   | 18,8  |
| Átlaghőmérséklet (°C)                            | 2,9   | 4,8   | 8,9   | 12,3 | 16,7 | 20,2 | 24,8 | 24,3 | 19,5  | 12,8  | 6,4   | 2,7   | 13,1  |
| Átlagos min. hőmérséklet (°C)                    | −0,9  | 0,4   | 3,7   | 6,5  | 10,2 | 13,3 | 17,3 | 16,8 | 12,6  | 6,8   | 2,0   | −1,1  | 7,3   |
| Rekord min. hőmérséklet (°C)                     | −27,0 | −27,0 | −14,0 | −9,0 | −4,0 | 3,0  | 4,0  | 4,0  | −2,0  | −11,0 | −24,0 | −31,0 | −31,0 |
| Átl. csapadékmennyiség (mm)                      | 44    | 39    | 43    | 41   | 45   | 32   | 9    | 10   | 15    | 31    | 49    | 52    | 410   |
| Forrás: Nemzeti Óceán- és Légkörkutatási Hivatal |       |       |       |      |      |      |      |      |       |       |       |       |       |

## Népesség
| Lakosok száma | 4110 | 4105 | 5086 | 5533 | 6470 | 7050 | 7151 |
|               | 1960 | 1970 | 1980 | 1990 | 2000 | 2010 | 2020 |

## Oktatás
A város iskoláinak fenntartója a Milton–Freewateri Közös Tankerület.

## Nevezetes személyek
- George Buck Flower, színész[13]
- Oscar Harstad, baseballjátékos[14]

## Testvérváros
- Waimate, Új-Zéland[15]

## Fordítás
- Ez a szócikk részben vagy egészben  a   Milton-Freewater, Oregon című angol Wikipédia-szócikk ezen változatának fordításán alapul.  Az eredeti cikk szerkesztőit annak laptörténete sorolja fel. Ez a jelzés csupán a megfogalmazás eredetét és a szerzői jogokat jelzi, nem szolgál a cikkben szereplő információk forrásmegjelöléseként.